# Veszprém Football Club
Le Veszprémi Torna és Futball Club, connu sous le nom de Veszprém FC, est un club hongrois de football fondé en 1919 et basé à Veszprém. Tamas Orban en est l'entraiîeur en 2017.

## Histoire
Le club a connu de nombreux noms tels que le Veszprémi SE, le Veszprémi FC, le Veszprémi LC, le Veszprém FC ou le Jutas Veszprém FK.
La meilleure performance du club en Championnat de Hongrie de football est une cinquième place obtenue lors du Championnat de Hongrie de football 1990-1991. Aucun titre majeur n'a été remporté par le club.
Sur le plan européen, le club hongrois n'a fait qu'une seule apparition, lors de la Coupe Mitropa 1991.